# Hipposideros pratti
Hipposideros pratti (Thomas, 1891) è un pipistrello della famiglia degli Ipposideridi diffuso nell'Ecozona orientale.

## Descrizione

### Dimensioni
Pipistrello di grandi dimensioni, con la lunghezza della testa e del corpo tra 91 e 110 mm, la lunghezza dell'avambraccio tra 75 e 90 mm, la lunghezza della coda tra 50 e 62 mm, la lunghezza del piede tra 15 e 22 mm, la lunghezza delle orecchie tra 33 e 38 mm.

### Aspetto
Le parti dorsali sono bruno-cannella, mentre le parti ventrali sono più chiare. La base dei peli è ovunque più scura. Le orecchie sono grandi, larghe e con una leggera concavità sul bordo posteriore appena sotto la punta smussata. La foglia nasale presenta una porzione anteriore moderatamente larga, con un incavo superficiale al centro del bordo inferiore e due fogliette supplementari su ogni lato, una porzione posteriore con un setto centrale pronunciato. Nei maschi adulti è presente un grosso scudo carnoso dietro di essa, mentre nelle femmine è poco sviluppato. È presente una sacca frontale. La coda è lunga e si estende leggermente oltre l'ampio uropatagio. 

### Ecolocazione
Emette ultrasuoni ad alto ciclo di lavoro sotto forma di impulsi a frequenza costante di 61–62 kHz in Cina.

## Biologia

### Comportamento
Si rifugia nelle grotte.

### Alimentazione
Si nutre di insetti.

### Riproduzione
Un giovane adulto è stato osservato in Vietnam nel mese di luglio.

## Distribuzione e habitat
Questa specie è diffusa nelle province cinesi del Sichuan, Guizhou, Guangxi, Shaanxi, Hubei, Hunan, Guangdong, Jiangxi, Fujian, Zhejiang, Anhui ed isola di Hainan; Vietnam settentrionale e centrale.
Vive nelle foreste mature tra 200 e 300 metri di altitudine.

## Conservazione
La IUCN Red List, considerato il vasto areale e la popolazione presumibilmente numerosa, classifica H.pratti come specie a rischio minimo (Least Concern)).